# Mary Seymour
Mary Seymour (Sudeley Castle, 30 agosto 1548 – Grimethorpe, 1550) è stata una nobildonna inglese, unica figlia di Caterina Parr, sesta e ultima moglie di Enrico VIII d'Inghilterra. Suo padre era il quarto e ultimo marito di Caterina, Thomas Seymour, I barone Seymour di Sudeley.

## Biografia
Mary Seymour nacque il 30 agosto 1548 nel Castello di Sudeley, nella tenuta paterna a Gloucestershire. Era l'unica figlia di Caterina Parr, sesta e ultima moglie di Enrico VIII, e del suo quarto marito, Thomas Seymour, I barone Sudeley. Sua madre morì per complicazioni post-partum cinque giorni dopo la sua nascita, mentre suo padre morì prima che compisse un anno, giustiziato nel marzo seguente per tradimento da Edoardo VI, figlio di Enrico VIII e della sua terza moglie, la zia paterna di Mary, Jane Seymour (Mary era quindi cugina paterna di Edoardo, e al contempo sua madre era matrigna di Edoardo per matrimonio, rendendo i due fratellastri acquisiti), e le sue ricchezze confiscate. 
La bambina, orfana e senza beni, venne affidata a Catherine Willoughby, un'amica della madre che aveva anche legami con la famiglia reale, dal momento che il suo primo marito, Charles Brandon, era stato cognato di Enrico VIII sposandone la sorella Maria, e la stessa Catherine era stata in lizza per diventare la settima moglie del re. La donna, tuttavia, si risentì molto per essere stata costretta ad accogliere la bambina e non le mostrò mai affetto. 
Nel 1549 il Parlamento inglese approvò una legge che rimosse l'attainder ("colpa del sangue") posto su Mary a causa di suo padre, ma non le vennero restituite né le terre, né le ricchezze né il titolo. 
Dopo il 1550 Mary scompare completamente dai documenti, il che ha portato la maggioranza degli storici a concludere che sia morta in quell'anno, in quanto è improbabile che la figlia di due importanti personaggi come i suoi genitori possa aver vissuto senza lasciare la minima traccia. 
Secondo Linda Porter, autrice di una biografia di Caterina Parr, Mary sarebbe morta nel 1550 o poco dopo e sepolta a Grimsthorpe, nel Lincolnshire, una delle proprietà della Willoughby, dove aveva "vissuto come un peso sgradito per quasi tutta la sua breve e triste vita". La Porter sostiene che per la sua morte fu commissionato un epitaffio composto da John Parkhurst, nel quale sarebbe possibile rintracciare un riferimento a Mary e alla sua morte prematura:
I whom at the cost
Of her own life
My queenly mother
Bore with the pangs of labour
Sleep under this marble
An unfit traveller.
If Death had given me to live longer
That virtue, that modesty, That obedience of my excellent Mother
That Heavenly courageous nature
Would have lived again in me.
Now, whoever
You are, fare thee well
Because I cannot speak any more, this stone

Is a memorial to my brief life.

## Speculazioni sulla sopravvivenza
La mancata prova della morte di Mary durante l'infanzia ha portato a diverse teorie su una sua possibile sopravvivenza. 
La scrittrice vittoriana Agnes Strickland, nella sua biografia di Caterina Parr, affermò che Mary sopravvisse fino all'età adulta e sposò Sir Edward Bushel, parente di Anna di Danimarca, moglie del re Giacomo I. Secondo la Strickland, Catherine Willoughby aveva organizzato il fidanzamento fra i due quando Mary era bambina e, quando la Willoughby dovette lasciare l'Inghilterra per evitare le persecuzioni di Maria I, nel 1555, Mary fu accolta e allevata nell'anonimato dalla famiglia del promesso sposo.

## Nella cultura popolare
- Mary Seymour compare nel romanzo del 2007 The Red Queen's Daughter, di Jacqueline Kolosov, dove s'immagina che sia sopravvissuta per diventare una dama alla corte di Elisabetta I.
- Mary Seymour è la protagonista del romanzo del 2009 The Stolen One di Suzanne Crowley, dove viene rapita bambina e allevata da una "strega".
- Mary Seymour compare nel romanzo del 2016 The Phantom Tree, di Nicola Cornick. Anche qui è sopravvissuta all'infanzia e ha acquisito dei poteri sovrannaturali che le permettono di aiutare la protagonista a trovare suo figlio.
- Nella serie storica del 2022 Becoming Elizabeth, è rappresentata la nascita e i primissimi mesi di Mary.